# A-4133
La A-4133 es una carretera autonómica dependiente de la Junta de Andalucía que conecta las localidades de Vélez de Benaudalla y Motril. Su recorrido coincide con el último tramo de la primitiva carretera N-323, construida en el siglo XIX, durante el reinado de Isabel II, tal y como reza una inscripción presente en el único túnel que posee, llamado Túnel de La Gorgoracha por encontrarse a la altura de dicha pedanía de Vélez de Benaudalla.
Su trazado sinuoso hace que en la comarca reciba el nombre coloquial de "Carretera de los Caracolillos".

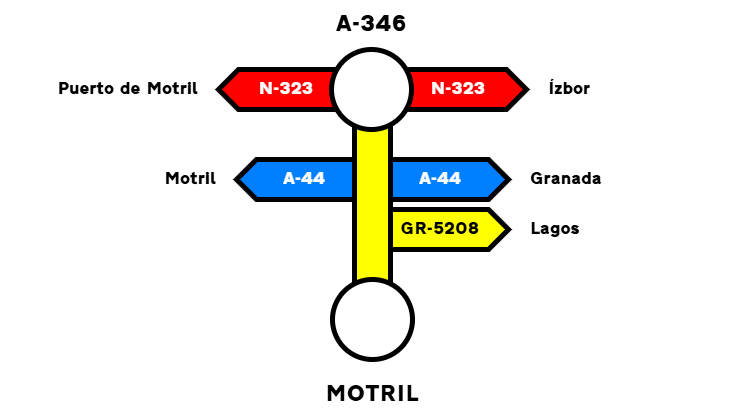
Itinerario de la A-4133.

- Datos: Q5653342